# Härma (Raasiku)
Pour les articles homonymes, voir Härma (Hiiumaa).
Härma est un village de la commune de Raasiku du comté de Harju en Estonie.
Au 31 décembre 2011, il compte 122 habitants.